# Baki Boumaza
Pour les articles homonymes, voir Boumaza.
Baki Boumaza est un metteur en scène algérien né le 13 octobre 1944 à El Hadjar, près d'Annaba, et mort le 23 mars 2009 à Paris 8e.

## Biographie
Bien que vivant en France et en Suisse, il monte principalement des auteurs proches de l'Algérie comme Henri Alleg, Kateb Yacine ou Albert Camus, entre autres.
En 1997, il fonde sa propre compagnie : Hippône Théâtre.
Né en Algérie, avant l'Indépendance. Enfant qui voit son père combattre, être fait prisonnier. 
Algérie quittée, il étudie à Lausanne le droit et le journalisme. Son théâtre, qu'il monte Albert Camus, Henri Alleg ou ces "Lettres d'Algérie" dont il aura été le grand artisan, est en prise avec le réel. 
Il avait fait ses classes auprès de metteurs en scène lucides, qui ne voulaient pas s'enfermer dans un théâtre "d'art" qui se serait coupé du peuple et de la réflexion sur le monde. D'Hervé Loichemol à Antoine Vitez, on l'a connu assistant fervent se battant aussi pour ses propres spectacles.
Noces d'après Albert Camus, puis La Question d'Henri Alleg qui fut un événement, Un enfant dans la guerre de Saïd Ferdi, Le Cadavre encerclé de Kateb Yacine.
En avril 1998 Baki Boumaza met en scène au théâtre de l'Odéon les "Lettres d'Algérie", lettres publiées par Le Monde en 1997.
En 2003 c'est au Forum culturel du Blanc-Mesnil qu'il avait dirigé un spectacle sur un texte d'Abdelkader Alloula, "Le Pain" traduit par Mohamed Kacimi, joué par Azize Kabouche.